# Isothecium semitortum
Isothecium semitortum là một loài rêu trong họ Brachytheciaceae. Loài này được Dixon mô tả khoa học đầu tiên năm 1938.